# AJ McLean
Alexander James McLean (West Palm Beach, Flórida, 9 de janeiro de 1978) popularmente conhecido pelo nome artístico AJ McLean, é um cantor, compositor, ator e modelo estadunidense, mais conhecido como membro do grupo Backstreet Boys. Em 2010, lançou seu primeiro álbum de estúdio, Have It All, que lhe rendeu entradas nas paradas de álbuns japonesas.

## Biografia e carreira

### 1978–1991: Infância e adolescência
Alexander James McLean nasceu em West Palm Beach, no estado da Flórida, Estados Unidos, em 9 de janeiro de 1978, é o filho único de Robert McLean e Denise Fernandez, devido suas irmãs gêmeas mais novas do que ele, terem falecido durante o seu respectivo parto. McLean é descendente de cubanos, porto-riquenhos e alemães por parte de mãe e de escocês-irlandês e inglês por parte de pai. Aos dois anos, ele passou a ser criado pela mãe e os avós maternos, quando seus pais se divorciaram.
Durante a infância, McLean tinha um problema de fala, que lhe causava sigmatismo e tendência a gaguejar. Apesar disso, seu interesse pelas atividades artísticas iniciou-se. Aos quatro anos, se concentrou na dança, com sua mãe o inscrevendo para aulas de dança diárias por duas horas. Ele realizou aulas de balé por quatro anos, incluindo aulas de jazz, sapateado, hip hop, dança de salão, salsa, entre outros. Em 1983, aos 5 anos, McLean começou a realizar trabalhos como modelo para a cadeia de lojas J.C. Penny. No ano seguinte, ele fez parte da peça escolar, Branca de Neve e os Sete Anões e ao longo dos anos, já havia se apresentando em diversas peças clássicas escolares e também de musicais.
Em janeiro de 1986, aos 8 anos, McLean realizou seu primeiro papel de atuação no filme Truth or Dare?, interpretando o protagonista em sua idade jovem. Em 1990, McLean, sua mãe e os avós se mudaram para a cidade de Kissimmee, Flórida, para que ele seguisse sua carreira de ator e cantor. Ele frequentou uma escola particular de atuação por quatro anos, atuou no clube de teatro e em pequenas peças, além de realizar trabalhos como modelou periodicamente.
Em 1991, McLean conseguiu um papel na série de comédia da Nickelodeon, Hi Honey, I'm Home!, no entanto, após a gravação do episódio piloto, ele foi retirado da série por ser considerado muito alto. No mesmo ano, tentou ser um dos competidores do programa Star Search, porém nunca foi contactado pelo mesmo. Mais tarde, ele viu um anúncio no jornal de um festival latino e, como seu avô tem raízes latinas, decidiu fazer um teste. Mais tarde, ele soube que havia conquistado o primeiro lugar e um prêmio em dinheiro. O produtor do festival o contratou para realizar uma apresentação individual de 45 minutos, onde ele fez uma apresentação de marionetes, que também mostrava seu canto e dança.
Durante o período, McLean realizou uma participação da série da Nickelodeon, Welcome Freshmen, que iniciou seu relacionamento de trabalho contínuo com as emissoras Nickelodeon e Disney Channel. Ele também participou do programa Nickelodeon Guts e de uma propaganda relacionada aos personagens Muppets.

### 1992–2002: Início com o Backstreet Boys e Johnny No Name
Em março de 1992, havia um anúncio no jornal buscando jovens entre 16 e 19 anos para uma audição de um novo grupo musical. Apesar de ter 14 anos, McLean fez o teste para o grupo. Em abril de 1992, ele tornou-se o primeiro membro do grupo, que receberia o nome de Backstreet Boys. Os outros membros foram adicionados mais tarde, incluindo Howie Dorough e Nick Carter, que ele havia conhecido durante o período em que realizava audições. O Backstreet Boys formado oficialmente em abril de 1993, passou a se apresentar em diversos locais pelos Estados Unidos, até obter um contrato de gravação pela Jive Records em 1994. No ano seguinte, o lançamento do primeiro single do grupo obteve um desempenho mediano em seu país, diferentemente ao obtido na Europa, levando o grupo a focar-se seus esforços neste último.
O quinteto lançou dois álbuns de estúdio, Backstreet Boys (1996) e Backstreet's Back (1997), acompanhados de respectivas turnês musicais, levando o grupo a obter uma crescente popularidade, que se estendeu aos Estados Unidos com o lançamento de seu álbum de estreia no país. McLean terminou seu último ano do ensino médio através de cursos por correspondência com um tutor, devido as atividades promocionais intensas do grupo.
Em 1999, McLean e seus companheiros de grupo lançaram seu terceiro álbum de estúdio, Millennium, juntamente com uma turnê acompanhante. No ano seguinte, McLean criou um personagem, a quem ele chamou de "Johnny No Name", para utilizar como seu alter ego e se apresentar em clubes de rock, com intenção beneficente, quando não estivesse em atividades com o seu grupo. Originalmente, o alter ego de McLean se chamava Johnny Suede. Entretanto, descobriu-se que o nome havia sido utilizado como o título de um filme de 1991, o qual o diretor se opôs a ceder os direitos, levando McLean a realizar a mudança para Johnny No Name.
Após o lançamento do quarto álbum de estúdio do grupo, Black & Blue (2000) e sua respectiva turnê mundial iniciada em janeiro de 2001, os outros membros do Backstreet Boys ficaram angustiados com o comportamento considerado autodestrutivo por parte de McLean. Sua voz estava vacilante, ele havia perdido energia no palco e não estava cumprindo suas responsabilidades no grupo. Um terapeuta começou a viajar com ele durante a turnê. Durante a segunda etapa da mesma realizada em julho de 2001 pela América do Norte, McLean recebeu a intervenção de Kevin Richardson, seu colega de grupo, que organizou uma reabilitação para ele, para tratar à depressão, ansiedade e consumo excessivo de álcool. Em 9 de julho de 2001, o resto do grupo apareceu no programa TRL da MTV para anunciar que McLean havia entrado em uma reabilitação. Ele saiu da reabilitação em agosto de 2001, e o grupo retomou a turnê que encerrou-se em novembro. Previamente no mês de outubro, o quinteto lançou seu primeiro álbum de grandes êxitos, The Hits: Chapter One e mais tarde, realizou uma pausa em suas atividades promocionais. Em 2002, McLean retornou à reabilitação.

### 2003–2015:Have It Alle outros lançamentos

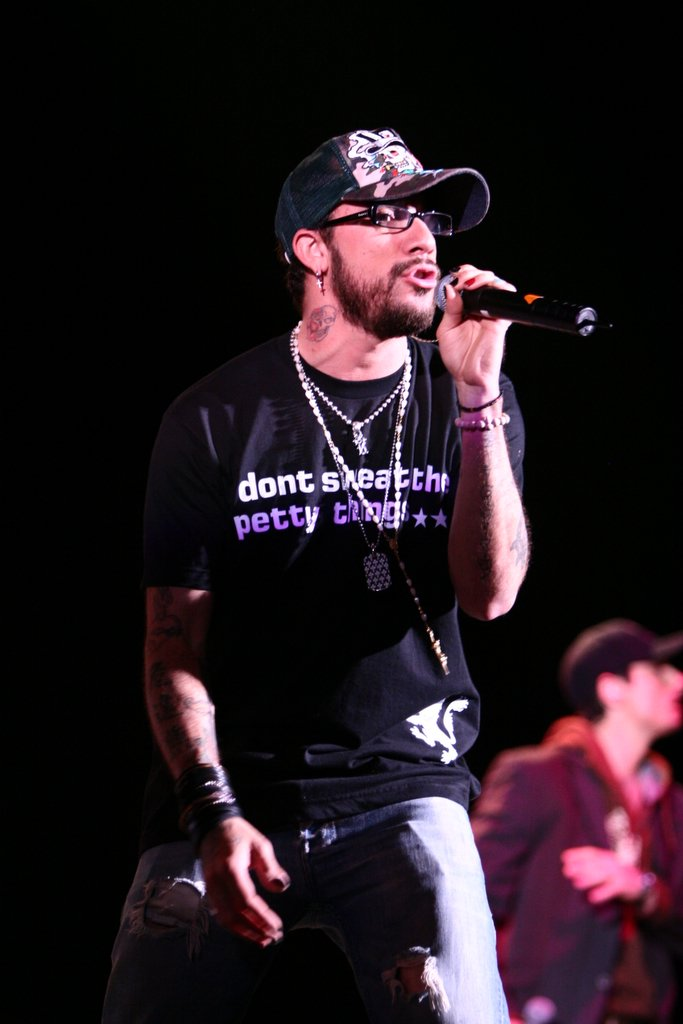
McLean apresentando-se em dezembro de 2005

Em novembro de 2003, McLean apareceu no programa The Oprah Winfrey Show para falar sobre seu vício em álcool e drogas pela primeira vez em público. O restante dos membros do Backstreet Boys, o surpreendeu ao aparecer pessoalmente no programa para demonstrar seu apoio. Em 2004, retornou ao estúdio de gravação para a produção do quinto álbum de estúdio do grupo, Never Gone, lançado no ano seguinte e de Unbreakable de 2007, ambos com turnês acompanhantes.
Em março de 2008, McLean começou a realizar concertos solo sem o alter ego Johnny No Name, onde incluiu em seu repertório, canções produzidas para seu primeiro álbum de estúdio. Os concertos expandiram-se pela Europa nos meses de maio e junho, paralelamente à turnê dos Backstreet Boys. Em 18 de janeiro de 2010, McLean lançou o single "Teenage Wildlife" dois dias antes do lançamento de seu primeiro álbum, intitulado Have It All, que ocorreu primeiramente no mercado japonês e mais tarde, em outros países. O álbum contou com 10 músicas co-escritas pelo próprio McLean e foi produzido sob os gêneros pop, pop-rock e R&B. Seu lançamento atingiu a posição de número 31 pela parada japonesa Oricon Albums Chart e recebeu em 12 de maio do mesmo ano, uma edição especial contendo a adição de um DVD.
Durante o restante do ano de 2010 e em 2011, McLean continuou em turnê com o Backstreet Boys. Em 10 de janeiro de 2011, ele internou-se em uma clínica de  reabilitação pela terceira vez, alegando motivos pessoais. Em junho de 2012, foi revelado que McLean estaria trabalhando na produção de seu segundo álbum de estúdio, em 23 de julho, ele compartilhou através de rede social, as canções "Peach" e "P.L.A.R.S". Em 22 de maio de 2013, foi lançado uma parceria de McLean com o rapper finlandês Redrama, o single de nome "Clouds", atingiu pico de número quatro na parada de singles do país. Em 12 de maio de 2015, McLean lançou o single "Live Together" com participação de Jordan James que tornou-se disponível nas plataformas musicais em 4 de setembro. Seu respectivo vídeo musical foi lançado em 5 de outubro. Em 22 de julho do mesmo ano, ele lançou o Skulleeroz Vapor, uma linha de líquidos para uso com cigarros eletrônicos.

### 2016–presente: Incursão noCountry-pop
Em 2016, após uma pausa das atividades de McLean com o Backstreet Boys, ele realizou uma aparição especial no vídeo musical de "19 in 99", single pertencente a seu companheiro de grupo, Nick Carter, além disso, ele planejou lançar seu segundo álbum de estúdio em setembro de 2016, entretanto, adiou os planos, pois o material ainda não havia sido concluído.
Em 15 de abril de 2018, durante a 53ª edição da Academy of Country Music Awards, McLean comentou em entrevista a Billboard, que após a colaboração de seu grupo no single  "God, Your Mama, and Me" (2017), com a dupla Florida Georgia Line, lhe forneceu inspiração para gravar um álbum do gênero country. Em 4 de junho do mesmo ano, ele lançou o single digital "Back Porch Bottle Service" e no mês de setembro, foi a voz do personagem Kuchimba, em um episódio da série animada A Guarda do Leão da Disney.
Em março de 2019, McLean continuou sua incursão pelo country-pop, lançando o single "Boy and A Man". O mesmo recebeu um vídeo musical dirigido por René Elizondo Jr. No restante do ano, ele realizou atividades promocionais de seu grupo, que se estendeu até o início do ano de 2020 e divulgou "Give You Away", canção composta em homenagem as filhas. Em abril de 2020, McLean lançou uma versão cover de "Love in the Brain" da cantora barbadense Rihanna, que tornou-se um lançamento digital dois meses depois. No mês de agosto, ele tornou-se um dos competidores da 29° temporada do programa Dancing with the Stars da ABC, onde permaneceu até a nona semana, encerrando sua participação no sétimo lugar geral.

## Filantropia
Em 2000, ao criar o alter ego Johnny No Name, McLean também estabeleceu uma fundação chamada JNN Foundation para arrecadar fundos para pesquisas sobre diabetes e outras causas, além de manter programas de música nas escolas. Ele também realizou uma turnê por nove cidades estadunidenses, a fim de apoiar a fundação VH1 Save the Music e mais tarde, tornou-se um dos embaixadores da fundação.
Em 2005, através do lançamento do single “Live Together”, McLean juntamente com Jordan Omley, formaram a Live Together Foundation, uma organização sem fins lucrativos, com o objetivo de arrecadar fundos para caridade. As filmagens do respectivo vídeo musical de "Live Together", em 7 de março, obteve a participação de fãs que arrecadaram uma quantia, que foi  somada com a de McLean, e assim utilizada para auxílio da Marshall Fundamental School, em Pasadena, Califórnia, que estava na ocasião, com seus instrumentos musicais roubados. O dinheiro arrecadado também ajudou a reformar a sala de música.

## Vida pessoal
Em 9 de janeiro de 2010, McLean pediu em casamento a modelo e maquiadora/cabeleireira Rochelle Deanna Karidis, sua então namorada de 10 meses. A cerimônia de casamento ocorreu em 17 de dezembro de 2011 em um hotel da cidade de Beverly Hills, Califórnia.
O casal tem duas filhas, Ava Jaymes McLean, nascida em 27 de novembro de 2012 e Lyric Dean McLean, nascida em 19 de março de 2017.
Anunciaram a separação em abril de 2023.

## Discografia

### Álbuns de estúdio
- Have It All (2010)

### Singles
- "Teenage Wildlife" (2010)
- "Live Together" (2015)
- "You" (2017)
- "Back Porch Bottle Service" (2018)
- "Night Visions" (2018)
- "Boy and A Man" (2019)
- "Give You Away" (2019)
- "Love on the Brain" (2020)
- "Love Song Love" (2021)
- "Smoke" (2022)
- "Electric" (2024)

### Colaborações
- "Clouds" (Redrama com participação de A.J. McLean) (2013)

## Filmografia

### Filmes
| Ano  | Título         | Papel             | Notas |
| ---- | -------------- | ----------------- | ----- |
| 1986 | Truth or Dare? | Pequeno Mike      |       |
| 2016 | Dead 7         | Johnny Vermillion |       |

### Televisão
| Ano  | Emissora      | Título                 | Papel          | Notas                           |
| ---- | ------------- | ---------------------- | -------------- | ------------------------------- |
| 1990 | Nickelodeon   | Welcome Freshmen       | Ele mesmo      |                                 |
| 1991 | Nickelodeon   | Hi Honey, I'm Home!    | Skunk          | Participação no projeto piloto  |
| 1992 | Nickelodeon   | Nickelodeon Guts       | Ele Mesmo      | Conhecido como AJ "Mean" McLean |
| 2002 | The WB        | Static Shock           | Ele Mesmo      | Temporada 2, episódio 10        |
| 2014 | VH1           | I Heart Nick Carter    | Ele mesmo      |                                 |
| 2018 | Disney Junior | The Lion Guard         | Kuchimba (voz) | Temporada 2, episódio 24        |
| 2020 | ABC           | Dancing with the Stars | Ele mesmo      | Competidor, temporada 29        |